# Особняк общества Пальма
Особняк общества «Пальма» — многофункциональное лофт-пространство для организации мероприятий и работы творческих резидентов. Расположен в историческом центре Санкт-Петербурга (переулок Пирогова, 18).

## История особняка
Здание было построено в 1882—1886 гг. по проекту архитектора Ивана Аристархова и принадлежало обществу немецких ремесленников, которое называлось «Плодоносное общество» или «Кокосовая Пальма». Созданное в 1617 году, оно имело статус литературного. Однако в XVIII веке, во время правления Анны Иоанновны, когда в России стало появляться много немецких эмигрантов, общество стало преследовать иные цели — служило социальной и культурной поддержкой переселенцев. Организацию на себя взяли трое владельцев ремесленных мастерских и трое лютеранских пасторов.
«Пальма» предоставляла питание, жилье, книги и корреспонденцию, домино, шахматы, гимнастический зал. Также в особняке проходили учебные занятия по русскому языку, рисованию, истории России, счетоводству, химии, сообщались свежие новости техники и изобретений. Сюда приходили и работодатели. Это был наиболее известный Дом для немцев и биржа труда.
После объединения с воскресной школой при лютеранской церкви Св. Петра была организована и «касса удовольствий». В ней собирались средства на групповые посещения театров, экскурсий и концертов. Позже особняк использовали под разные цели: шахматный клуб, монтажное предприятие, ремонт спецтранспорта, научно-техническая библиотека.